# Morano (famiglia)
La Famiglia Morano (XVIII secolo) è stata una famiglia di librai attiva a Torino.

## Tracce biografiche
Sono scarse le informazioni giunte fino a noi sulla famiglia Morano. Il presunto gruppo familiare è composto da: Giuseppe Antonio Morano, la vedova Morano e i due figli Giorgio Domenico Maria Morano e Giorgio Morano. Secondo il Dizionario dei tipografi e dei principali correttori e intagliatori che operarono negli Stati sardi di Terraferma e più specialmente in Piemonte sino all'anno 1821 di Giuseppe Vernazza (pubblicato postumo nel 1859), è da escludere dalla famiglia Morano tale Michelangelo Morano, poiché quando appaiono le sottoscrizioni della vedova egli era ancora in vita (quindi non si trattava di una sua moglie) e non riporta nella sottoscrizione "mercante di libri vicini alla Torre". Questa dicitura rende plausibile la teoria di Giuseppe Vernazza sulla parentela della vedova Morano con Giuseppe Antonio Morano, giacché nelle edizioni stampate della vedova Morano ella sottoscriveva “vedova Morana e figli mercanti di libri vicini alla Torre”.
La vedova Morano (di cui non conosciamo il nome) era la moglie di Giuseppe Antonio Morano, secondo le informazioni di Giuseppe Vernazza; si firma come "vedova" poiché era prassi comune continuare a gestire la bottega del marito dopo la sua morte, dichiarando lo status vedovile nelle sottoscrizioni. Tra il 1750 e il 1755 ci sono giunte le uniche due edizioni riconducibile alla vedova Morano; entrambe le edizioni riportano che furono stampate "a spese della vedova Morana e figli" in collaborazione con la Stamperia Reale di Torino (per la Lettera circolare della santità di nostro signore Benedetto papa 14. a' penitenzieri minori e a' confessori deputati dal cardinal vicario di Roma per l'imminente anno santo ...) e con Paolo Giuseppe Zappata & Giacomo Giuseppe Avondo (per Missæ propriæ in translatione SS. martyrum Solutoris, Adventoris, et Octavii. Die 20 Januarii), altri stampatori di Torino legati alla curia arcivescovile. Di Giuseppe Antonio Morano si sa che era nel 1726 “libraio vicino alla torre” a Torino ma non ci sono giunte informazioni su edizioni che avrebbe venduto.
Di Giorgio Domenico Maria Morano e Giorgio Morano sappiamo solo che stamparono tra il 1761-1770 (il primo) e il 1768-1792 (il secondo). La loro parentela con Giuseppe Antonio Morano è solo presunta dal periodo di attività e dalle loro sottoscrizioni: Giorgio Domenico Maria Morano sottoscriveva come "librario vicino alla Chiesa di San Rocco" o "... vicino chiesa di San Francesco" o ancora "nella Dora grossa presso la torre della città” (luogo vicino alle chiese di San Rocco e San Francesco, anch'esse vicine); Giorgio Morano, invece, sottoscriveva solamente come "libraio vicino alla torre". I due figli hanno stampato rispettivamente 6 e 5 opere in collaborazione con vari ed autori e varie stamperie (fra cui la già citata Stamperia Reale di Torino).

## Edizioni stampate

### Vedova Morano
- Papa Benedetto XIV, Lettera circolare della santità di nostro signore Benedetto papa 14. a' penitenzieri minori e a' confessori deputati dal cardinal vicario di Roma per l'imminente anno santo ... (1750)[3]

- Diocesi di Torino, Missæ propriæ in translatione SS. martyrum Solutoris, Adventoris, et Octavii. Die 20 Januarii (1755)[4]

### Giorgio Domenico Maria Morano
- Il modello di un soldato, secondo lo spirito del vangelo, proposto alle persone di guerra nella vita del cavaliere Giovanni Angelo Sclarandi ... a cui si aggiunge un opuscolo di S. Ferrando ... sopra i doveri di un capitano cristiano ... (1761)[5]

- Gianbenedetto da Torino, Opere del padre f. Giambenedetto da Torino, predicatore cappuccino divise in tre volumi, le quali contengono nel primo le prediche quadragesimali, nel secondo le prediche varie con parecchi esordj suppletivi, nel terzo li discorsi varj, e panegirici ... Volume 1-3 (1766)[6]

- Il libro de' fanciulli, ovvero idee generali e definizioni delle cose, delle quali debbono essere ammaestrati. Opera ... tradotta dal francese nell'italiano, ed in questa edizione accresciuta di alcune favole (1766)[7]

- Carlo Sebastiano Berardi, Commentaria in jus ecclesiasticum universum Tomo 1-4 (1766-1767)[8]

- Carlo Sebastiano Berardi, Institutiones juris ecclesiastici. Opus posthumum in duas partes tributum Parte 1-2 (1769)[9]

- Gaetano Maria da Bergamo, Il miserere esposto in pensieri, ed affetti di umiltà, e penitenza dal padre f. Gaetano Maria da Bergamo cappuccino (1770)[10]

### Giorgio Morano
- Giacomo Lanfredini, Lettere pastorali del cardinal Giacomo Lanfredini vescovo d'Osimo e Cingoli, divise in due volumi, dedicate all'ill.mo e rev.mo monsignore Francesco Lucerna-Rorengo di Rorà arcivescovo di Torino. Tomo 1-2 (1768)[11]

- Giovanni Francesco Alessandro Arcasio, Joh. Francisci Arcasii juris civilis antecessoris Oratio in funere Caroli Sebastiani Bernardi ... habita in Divæ Mariæ 14. Kal. Mart. anno 1769 (1769)[12]

- Pietro Antonio Ghio, Institutiones de actibus humanis ex juris naturalis, et revelati principiis auctore Petro Antonio Ghio Draconeriense ex Collegio theol. R. Taurinensis athenæi (1771)[13]

- Padre Giuseppe Domenico Boriglioni, Compendio della dottrina cristiana con un compendiolo per li figliuoli piccioli cavato da S. Tommaso, dal catechismo romano ... (1771)[14]

- Gaetano Galli della Loggia, Pratica legale secondo la ragion comune, gli usi del Foro, e le costituzioni di S.S.M.R. divisa in tre parti. Tomo 1. Tela giudiziaria. Tomo 1. 2. Esemplari di suppliche, e di comparizioni, cogli estremi d'ogni azione. Tomo 3. Atti di volontaria giurisdizione. Tomo 1 e Tomo 2, Pt. 1-3 (1772-1775)[15][16][17][18]